# Heinz Todtmann
Heinz Henry Todtmann, né à Breslau (Empire allemand, actuellement Wrocław en Pologne) le 28 mars 1908 et mort après 1975, est un journaliste allemand d'origine juive qui a collaboré avec les Nazis.

## Biographie
Heinz Todtmann naît à Breslau de Max Todtmann, un marchand juif né en 1878, et de Bertha Brinitzer (née en 1883). La famille vit dans les années 1930 à Berlin-Pankow. Le 9 mars 1935, Heinz Todtmann se marie à Berlin avec Magda Seraphine Kabaker (née en 1916). Le couple fuit le 27 mai 1939 à Amsterdam où il travaille comme journaliste. Le 7 août 1939 sa femme part à Londres, où elle se remarie en 1950.
Heinz Todtmann, baptisé évangélique, entre le 17 juillet 1940 au camp de regroupement et de transit de Westerbork où il sert comme adjudant juif du commandant du camp et SS-Obersturmführer Albert Konrad Gemmeker.
Au printemps 1944, sur ordre de Gemmekers, Todtmann écrit le scénario d'un film de propagande nazie sur le camp de Westerbork, film qui ne sera cependant pas terminé.
Le camp de transit de Westerbork est libéré le 12 avril 1945 par les troupes de l'Armée canadienne. En 1946, une procédure est lancée contre le chef de l'administration (Oberdienstleiter (en)) du camp Kurt Schlesinger (de) et d'autres kapos, mais est abandonnée. On ignore cependant si Todtmann faisait partie des accusés.
Après la guerre, il continue son métier de journaliste et écrit également. En tant que consultant indépendant en relations publiques, il travaille de 1947 à 1957 à Hambourg, entre autres pour Volkswagen AG et Mannesmann. Ensuite il est directeur, jusqu'en 1974, de l'Observatoire de l'acier inoxydable, un organisme communautaire de l’industrie allemande de l'acier.